# Wai
Ne doit pas être confondu avec Web Accessibility Initiative.
 (janvier 2020).
Si vous disposez d'ouvrages ou d'articles de référence ou si vous connaissez des sites web de qualité traitant du thème abordé ici, merci de compléter l'article en donnant les références utiles à sa vérifiabilité et en les liant à la section « Notes et références ».
Pour l’article ayant un titre homophone, voir Ouaille.

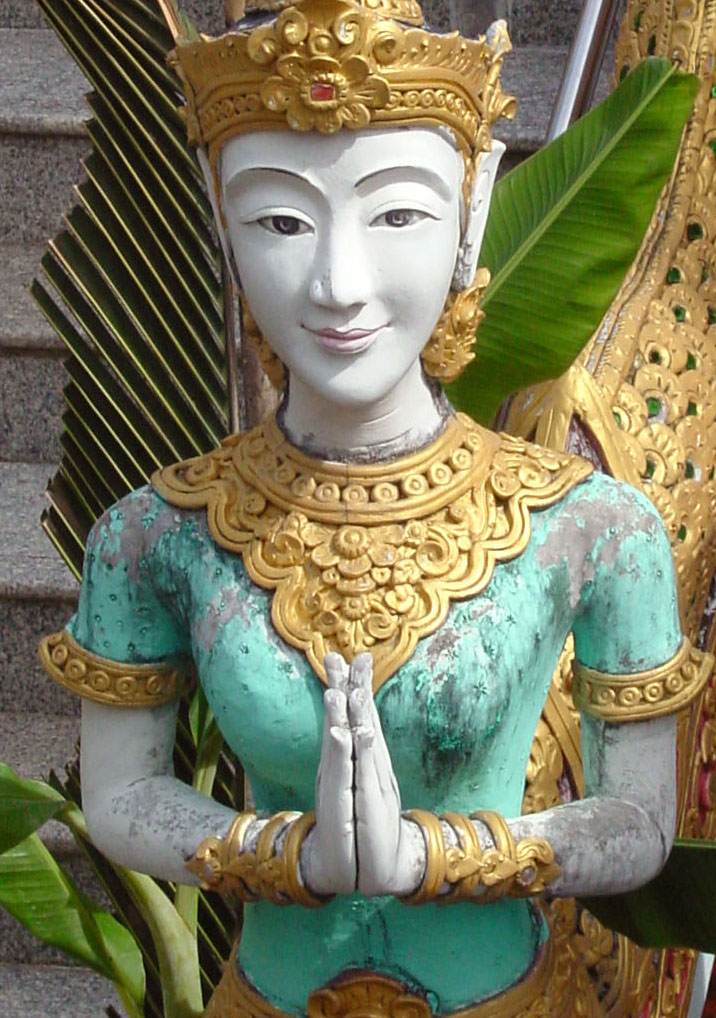
Wai traditionnel représenté par une statue de Kinnari.

Le Wai (thaï : ไหว้) est un geste de salutation adressé à une ou plusieurs personnes, emblématique de la culture thaïlandaise. On le retrouve aussi dans d'autres pays d'Asie du Sud-Est car il est essentiellement lié à la culture bouddhique, ainsi qu'à l'hindouisme. Au Cambodge, ce geste est appelé Sampeah, au Japon gasshō.

## Description
Le Wai est le mode traditionnel de salutation et de remerciement thaïlandais. Il reste majoritairement pratiqué, même si dans les milieux occidentalisés il est souvent suivi d'une poignée de main. Le geste de base est de joindre les deux paumes de mains devant la poitrine, doigts tendus (thaï : อัญชลี ; anchalii), en esquissant une légère flexion du buste ou de la tête.

## Gradations
Le Wai possède une gradation de postures qui permet de respecter les différents niveaux sociaux des personnes qui l'exécutent ou y répondent :
- geste de base entre deux personnes de niveau égal, ou adressé à la cantonade  : mains jointes devant la poitrine, légère flexion de la tête, un mot d'accueil (« sawadee ») peut être prononcé à ce moment ;
- marque de respect  : la personne de niveau inférieur accentue la flexion de tête, mains au niveau du menton, le supérieur ne répond que par une flexion de tête ;
- marque de grand respect  : adressé à un moine, les mains sont disposées devant la face et le buste est incliné, le moine ne répond pas au Wai. Adressé au roi ou à une personne de la famille royale, les mains sont disposées devant le front et la personne peut s'agenouiller ;
- marque de dévotion  : adressé à Bouddha, les mains peuvent être placées au niveau du front ou au-dessus de la tête, la personne se prosterne, ce geste rejoint le Namasté indien.

Exécuté aussi en marque de remerciement, la personne d'un rang supérieur ne devrait pas l'exécuter envers une personne de rang inférieur, par exemple un client qui remercie un employé.